# Euxoa zernyi
Euxoa zernyi là một loài bướm đêm trong họ Noctuidae.